# Draguignan
Draguignan er en fransk by i Var département. Byen er en sous-préfecture, kalder sig selv for "Artillerihovedstaden" og "Porte du Verdon". Ved 1999 census var befolkningstallet på 32.829. Kommunens areal er 53,75 km². Byen ligger 42 km fra St. Tropez og 80 km fra Nice.

## Store attraktioner
- Artillerimuseet (Napoleonskrigene, 1. verdenskrig, 2. verdenskrig, Indokina, osv)
- "Arts et traditions populaires"-museet
- Rhone American Cemetery and Memorial (Amerikansk 2. verdenskrig kirkegård) (se operation Dragoon)
- Eglise St Michel
- Eglise Notre-Dame du Peuple

## Søsterbyer
- Tuttlingen, Tyskland

## Eksterne links
- Wikimedia Commons har flere filer relateret til Draguignan
- http://www.ville-draguignan.fr Arkiveret 25. maj 2011 hos  Wayback Machine